# Glen
Pour les articles homonymes, voir Glen (homonymie).

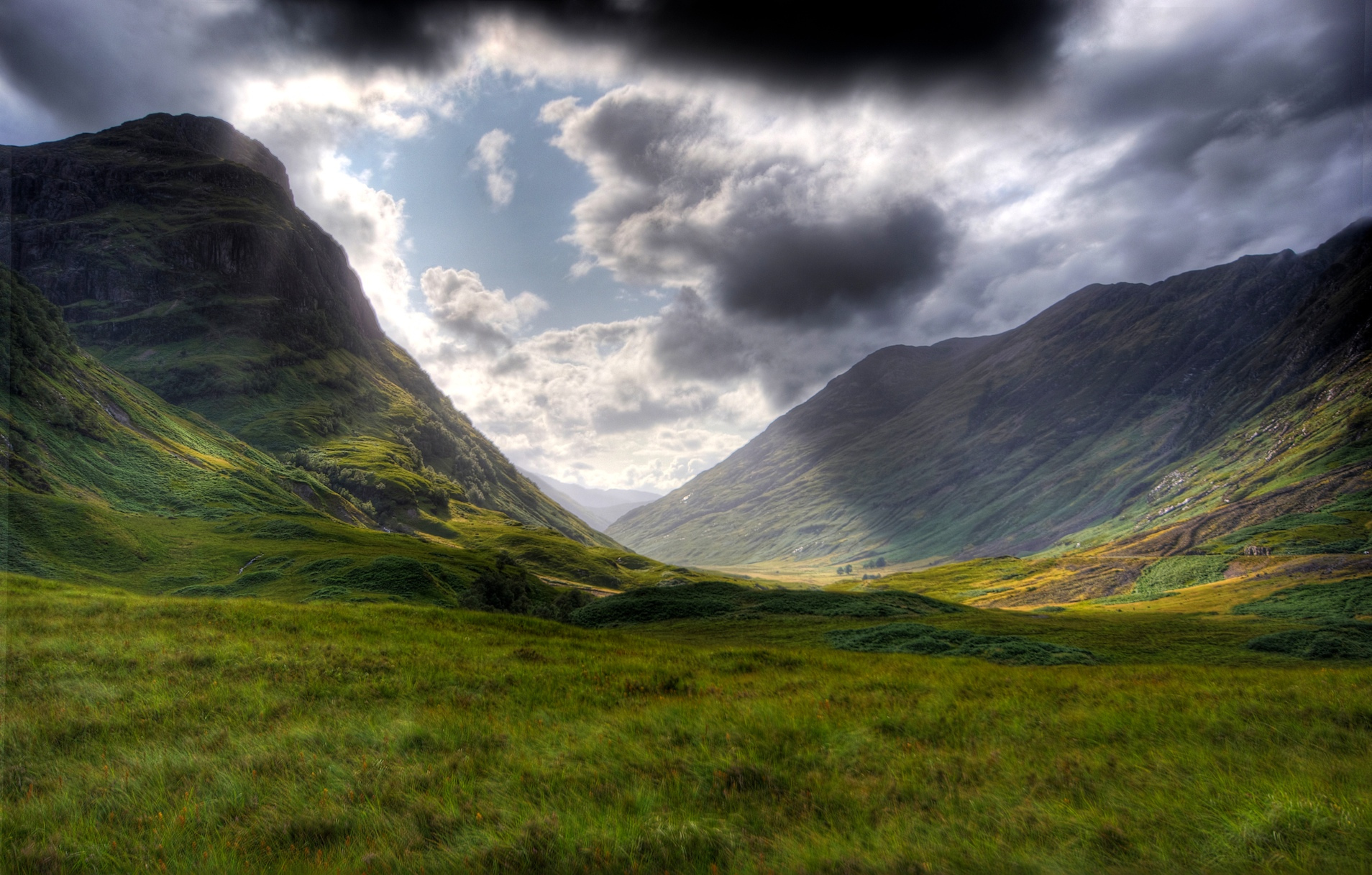
Glen Coe, en Écosse.

Un glen est une vallée longue, profonde, en auge, d'origine glaciaire. Une rivière peut couler au fond de la vallée. Un glen s'oppose à un strath qui désigne une vallée large et peu creusée.

## Étymologie
Le mot glen est directement issu du mot gaélique gleann, ou glion / glan en mannois, désignant une telle vallée.

## Localisation
L'utilisation du mot glen pour désigner une vallée glaciaire est réservée aux pays de langues celtiques, principalement l'Écosse et l'Irlande. Certains glens sont également recensés dans les zones d'émigration privilégiées de ces populations (Amérique du Nord et Australie).

## Quelquesglenscélèbres
- Glen Coe, Écosse
- Great Glen, Écosse
- Glens d'Antrim, également appelés « The Glens », en Irlande du Nord
- The 17 National Manx Glens, île de Man
- Yarra Glen, Victoria, Australie